# Pont de Saint-Rémy-de-Maurienne
Die Pont de Saint-Rémy-de-Maurienne ist eine Straßenbrücke, mit der die Route départementale D 75E bei Saint-Rémy-de-Maurienne im Département Savoie in der französischen Region Auvergne-Rhône-Alpes den Fluss Arc sowie die neben ihm verlaufende Autoroute A 43 und eine Ortsstraße überquert. Sie ist die einzige Brücke über den Fluss bei dem Ort.
Auf dem rechten Flussufer schließt sich unmittelbar ein weiteres Brückenbauwerk an, mit dem die D 75E auch noch die D 1006 und die Bahnstrecke Culoz–Modane (ligne de la Maurienne) überquert, um dann als Ancienne Route Royale (ehemalige königliche Straße) dem Fluss in sicherem Abstand vor seinen häufigen Hochwassern zu folgen.

## Beschreibung
Die Pont de Saint-Rémy wurde von Jean Tonello geplant und von Charles Lavigne mit seinem Mitarbeiter Alain Montois architektonisch gestaltet. Sie wurde in 18 Monaten zwischen 1995 und 1996 ausgeführt und war damit Frankreichs erste Extradosed-Brücke.
Sie ist 101 m lang, 13,6 m breit und verläuft in einer leichten Kurve. Sie hat zwei Fahrspuren und einen Gehweg auf der nördlichen Seite. Ein für extradosed Brücken typischer niedriger Pylon unterteilt sie in zwei Öffnungen von 52,5 und 48,5 m.
Ihr Fahrbahnträger besteht aus einer 22 cm starken Betonplatte, die durch seitliche Balken verstärkt ist, in denen die jeweils drei doppelten Schrägseile verankert sind. Zusammen mit dem Pylon hat der Überbau eine Bauhöhe von 2,15 m. Zum Brandschutz und Schutz vor Vandalismus sind die Schrägseile in Stahlrohren geführt, die mit einer lackierten Alufolie ummantelt sind und mit einem speziellen Mörtel verpresst sind, der eine Feuerwiderstandsdauer von einer Stunde bei 925 °C bietet.